# Bergzaberner Kreis
Der Bergzaberner Kreis beschreibt eine Gruppe von sieben Vertretern der frühen phänomenologischen Bewegung. 

## Name
Die Bezeichnung stammt von Herbert Spiegelberg und begegnet zum ersten Mal 1960 in dessen Darstellung der phänomenologischen Bewegung. Spiegelberg bezieht sich mit der Namensgebung auf den Treffpunkt der Gruppe, das Haus von Theodor Conrad und seiner Frau Hedwig Conrad-Martius im Eisbrünnelweg (heute Neubergstraße) in Bergzabern (heute Bad Bergzabern).

## Geschichte
Der Kreis bildet sich während des Ersten Weltkrieges. Er umfasst 
- Theodor Conrad,
- Hedwig Conrad-Martius,
- Jean Hering,
- Alexandre Koyré,
- Hans Lipps,
- Edith Stein und
- Alfred von Sybel.[2]

Die Gruppe entwickelt sich aus der bis zum Krieg bestehenden Philosophischen Gesellschaft Göttingen, die sich von Edmund Husserl  nach dessen Wende zur transzendalen Phänomenologie distanziert und sich an Adolf Reinach orientiert. 

### Wirken
Zunächst ein reiner Freundeskreis, bemüht sich der Bergzaberner Kreis nach Reinachs Tod 1917 um dessen realistische Phänomenologie und setzt sich zunächst vor allem mit Husserl auseinander. Eine Idee Herings und Reinachs aus der Zeit vor dem Krieg aufgreifend, versucht die Gruppe – mit Hilfe der finanziellen Unterstützung von Winthrop Bell – im Haus der Conrads in Bergzabern eine Art phänomenologisches Institut inklusive Archiv und Bibliothek aufzubauen. Im Lauf der 20er Jahre verlagert sich die Arbeit auf die Auseinandersetzung mit Martin Heidegger, dessen Einfluss auf die Studentenschaft die Gruppe als ausgesprochen negativ beurteilt. Auch sein Verhalten gegenüber Husserl wird heftig als unehrlich kritisiert. Der Ton gegenüber Heidegger verschärft sich nach dem Erscheinen von Sein und Zeit 1927 und dessen Berufung als Nachfolger Husserls an die Universität Freiburg.
Nach dem Ende des Zweiten Weltkrieges, in dessen Verlauf Lipps, Stein und von Sybel ihr Leben verlieren, nimmt der Einfluss der Gruppe auf die phänomenologische Bewegung deutlich ab.